# Tetra-aminoetheen
Tetraaminoetheen is een hypothetische organische verbindingmet de formule {\displaystyle {\ce {C2H8N4}}}, of iets meer de structuur benaderend: {\displaystyle {\ce {(H2N)2C=C(NH2)2}}}. with formula C2N4H8 or (H2N)2C=C(NH2)2.  Net als alle geminale diamines, is deze verbinding nooit gesynthetiseerd. Er wordt aangenomen dat als de verbinding al bestaat, hij extreem instabiel is.
De instabiliteit van de stamverbinding is echter geen beletsel voor stabiele derivaten Verschillende organische groepen kunnen een, meerdere of alle waterstofatomen vervangen. Deze verbindingen, met de algemene formule {\displaystyle {\ce {(R2N)2C=C(NR2)2}}} worden gezamenlijk aangeduid met de naam tetra-aminoethenen.

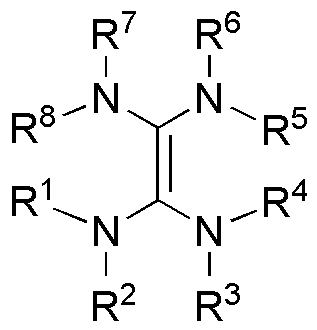
Algemene structuur van tetra-aminoetheen-derivaten

In de organische chemie zijn tetraaminoethenen belangrijk als dimeer van diaminocarbenen, een groep van stabiele carbenen met de algemene formule {\displaystyle {\ce {(R2N)2C:}}}.

## Reacties
- Tetra-aminoethylenen reageren met zuren, waarbij formamidiniumzouten ontstaan.
- Tetra-aminoethylenen reageren met zuurstof met ureumderivaten als product {\displaystyle {\ce {(R2N)2C=O}}}. Een beroemd voorbeeld van deze reactie is de spontane reactie van Tetrakis(dimethylamino)etheen {\displaystyle {\ce {((H3C)2N)2C=C(N(CH3)2)2}}}, waarbij een blauw-groene vlam ontstaat. Dit werd in de Tweede Wereldoorlog door neergeschoten Amerikaanse piloten gebruikt als signaal om hulp.